# Leonard Krieger
Leonard Krieger (* 28. August 1918 in Newark; † 12. Oktober 1990 in Chicago) war ein US-amerikanischer Neuzeithistoriker.

## Leben
Leonard Krieger studierte Geschichte an der Rutgers University und erhielt einen Master an der Yale University. Er promovierte dort und war seit 1946 in der Lehre tätig. 1957 veröffentlichte er seine Untersuchung des „deutschen Problems“: Warum entstand in Deutschland keine liberale Gesellschaft? 1962 erhielt er einen Ruf an die University of Chicago, wo er, mit einer dreijährigen Unterbrechung an der Columbia University, bis zu seiner Emeritierung im Jahr 1988 lehrte.
1966 wurde Krieger in die American Academy of Arts and Sciences und 1981 in die American Philosophical Society gewählt.

## Schriften (Auswahl)
- The German Idea of freedom. History of a political tradition. Boston: Beacon Press, 1957.
- The Politics of Discretion. Pufendorf and the Acceptance of Natural Law. Chicago: Chicago University Press, 1965.
- mit John Higham, Felix Gilbert: History. Englewood Cliffs: Prentice-Hall, 1965.
- mit Fritz Stern (Hrsg.): The responsibility of power. Historical essays in honor of Hajo Holborn. Garden City, NY: Doubleday, 1967.
- Culture, Cataclysm, and Contingency, in: The Journal of Modern History, Vol. 40, No. 4, Dezember 1968.
- Kings and Philosophers 1689–1789. New York: W.W. Norton, 1970.
- An Essay on the Theory of Enlightened Despotism. Chicago, Ill.: University of Chicago Press, 1975.
- The Historical Hannah Arendt, in: The Journal of Modern History, Vol. 48, No. 4, Dezember 1976.
- Ranke: The Meaning of History. Chicago: University of Chicago Press, 1977.
- Time's reasons. Philosophies of history old and new. Chicago: University of Chicago Press, 1989.
- Ideas and Events. Professing History. Hrsg. M.L. Brick. Einleitung Michael Ermarth. Chicago: University of Chicago Press, 1992.